# Església Arxiprestal de Sant Mateu
L'església arxiprestal de Sant Mateu és un temple catòlic al centre de la població de Sant Mateu (Baix Maestrat) i seu d'una parròquia del bisbat de Tortosa i, una de les grans construccions gòtiques valencianes.

## Història
La primera església de repoblació, construïda en la segona meitat del segle xiii, era una església de coberta de fusta sobre arcs perpanys apuntats amb una portada romànica.
L'etapa constructiva posterior, la més important per les pervivències estructurals, s'inicia a mitjans del segle xiv, quasi simultàniament a la catedral de Tortosa, impulsada la construcció del nou temple per un augment de la població que feia insuficient el temple antic i, per la vitalitat de la ramaderia ovina i del comerç de la llana, que aportaria recursos econòmics a la construcció. Quatre fases constructives iniciades per l'absis, i que inclou la torre campanar, ocuparen tot un segle.
▪ Predicació de Sant Vicent Ferrer, en 1410 i 1413.
▪ Celebració de les dues últimes sessions de la disputa juevocristiana de Tortosa sota la presència de Benet XIII, els dies 10 i 12 de novembre de 1414.
▪ Finalització del Cisma d'Occident el 1429 per la renúncia de Climent VIII davant el cardenal legat Pere de Foix.
Projectada l'església vers 1347 per Bernat Delguaire, mestre d'obres, iniciador de les obres de la catedral de Tortosa, qui també dirigeix la construcció en uns primers moments, és succeït pel seu gendre, Domènech Prunyonosa, qui havia treballat en el Convent de Sant Francesc i l'Església Arxiprestal, en Morella. També participaren Antoni Guarch, que havia treballat de mestre d'obra en la Catedral de Tortosa i, Berthomeu Durà, actiu a Catí, Traiguera i Tortosa. Vers 1440 l'obra gòtica es paralitza sense arribar als peus de la nau, on es manté l'últim tram i la façana amb la portada romànica de l'etapa anterior.
Durant els darrers anys del segle xv i la primera meitat del xvi, les obres continuaren, però embellint l'interior. Destaca la construcció del retaule renaixentista de la capella major, encarregat en 1537 i finalitzat en 1557. Fou destruït en 1936.
En els segles xvii i xviii es produïren modificacions i ampliacions de l'obra gòtica: Es construeix la capella de la Passió, es renoven les cobertes i el revestiment interior de la nau, es construeix la capella de Sant Climent, i s'intenta una reconstrucció de l'església amb projecte de l'arquitecte Vicente Gascó, que no es va realitzar.
La construcció de la capella de la Passió es realitza entre 1616 i 1619 amb el patrocini del notari Joan Alcalà, i va servir com a capella de la Comunió.
La capella de Sant Climent es va construir, ampliant i enderrocant la primitiva capella de la Trinitat, en la segona part del segle xviii, ja en un estil neoclàssic, per acollir les relíquies martirials que el sanmatevà frei Bernat Cervera aconseguí del cementeri de Santa Priscil·la de Roma, aprovat el trasllat per Climent XIII. Dissenyà i dirigí l'obra Fernando Molins, que la inicia en 1769 i, la cúpula, Andrés Moreno, la qual finalitzà Joan Barceló. Per falta de recursos no fou acabada fins a 1781. Posteriorment fou utilitzada com capella de la Comunió.
En 1931 fou declarat el conjunt, Monument Històric Artístic Nacional.
Durant la guerra civil es va destruir tot l'interior, però a partir de 1950 s'han dut a terme diverses intervencions, restauracions i reconstruccions, que arriben a l'any 2005. En aquest any, amb motiu de l'exposició Paisatges Sagrats, dins del programa La Llum de les Imatges, s'ha dut a terme una restauració que respectava els afegits de les distintes èpoques, amb la neteja dels carreus de la fàbrica, tant de l'interior com de l'exterior, la restitució pictòrica de les claus i els nervis de les voltes, la substitució dels paviments i, la reposició de les teules, cornises, mènsules i coronaments de la coberta.

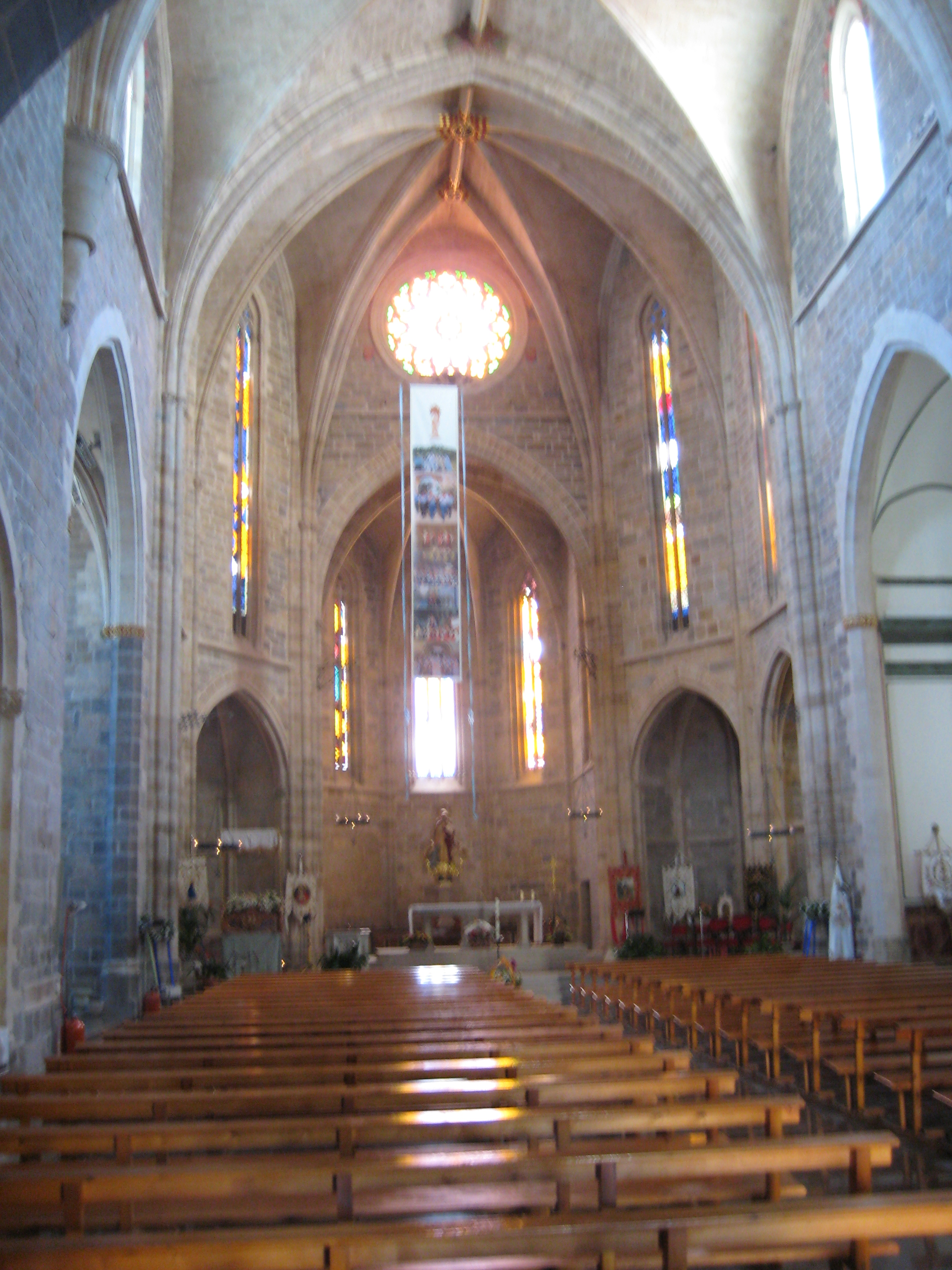
Interior de l'església

## Arquitectura
El conjunt està compost per la nau de l'església, dues grans capelles afegides al costat de l'Epístola, una torre campanar exempta a la mateixa banda i la casa abadia a la vora de la torre.
La nau és de 13,50 metres de llum. La capçalera és un absis poligonal de cinc cares en la qual s'obrin altres tantes capelles amb capçalera vuitavada, on sobresurt la central, tant en altura com en dimensions; tot cobert amb voltes de creueria amb nervadures rematades per claus esculpides i, il·luminat per unes estretes i llarguíssimes finestres coronelles i per damunt de l'arc de la capella major, un rosetó. Al costar de l'Epístola, entre els contraforts de l'absis, es troba la sagristia, d'estil gòtic, recoberta posteriorment la volta amb esgrafiats barrocs. Després hi ha dos trams que fan 21 metres d'altura, i entre els contraforts hi ha capelles laterals, dues més grans al primer tram, la de Sant Climent, abans de la Trinitat, en la banda de l'Epístola, i la de la Mare de Déu de la Llet, en l'altra part, fent com un creuer; i en el segon tram dues capelles menudes a la banda de l'Evangeli i una porta, enfront. Als peus, dos trams de l'antiga església (amb altres dues capelles a la banda de l'Evangeli i una capella gran, la de la Passió, enfront), amb coberta de fusta, suportada per dos arcs perpanys apuntats, on el superior, des del segle xiv serveix de suport al mur que tanca la nau; rematat per una façana amb una portada romànica.

### Portades

#### Portada romànica
La portada principal, als peus de l'església, constitueix un dels exemplars més destacats de l'escàs romànic del País valencià. La portada està formada per quatre arcs de mig punt, atrompetats, amb arquivoltes, les tres primeres mouen de sis columnes de fust cilíndric amb capitells, i la primera, voreja l'arc de la porta i surt del brancal. Els seus capitells estan decorats amb formes vegetals i escenes amb figures: a la banda de l'Evangeli, fulles d'acant, animals abraçats lluitant entre figures humanes i fulles aquàtiques; a la banda de l'Epístola, fulles d'acant, el banquet d'Herodes amb la presentació del cap de Sant Joan Baptista i, Adam i Eva.

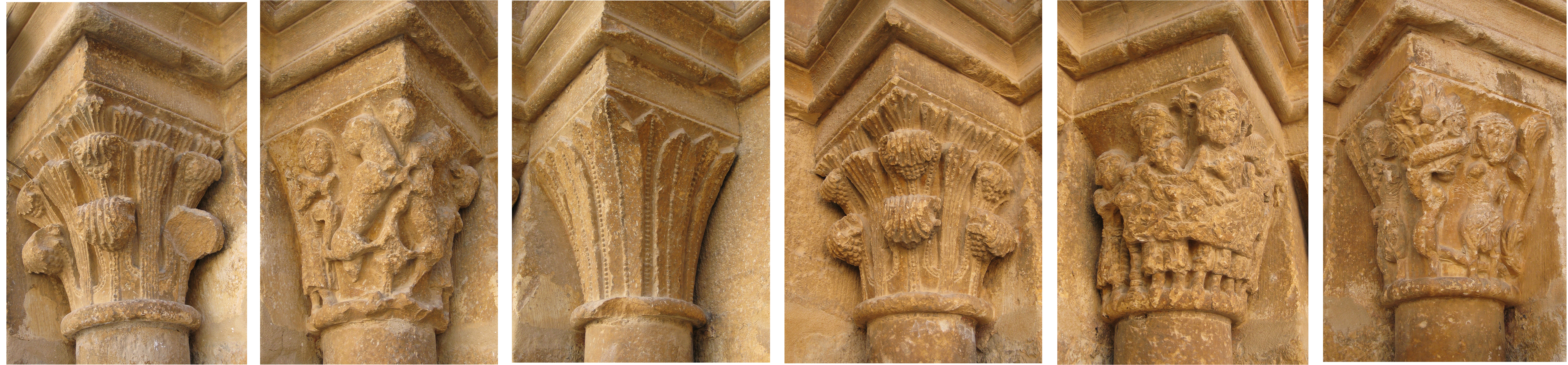
Fotomuntatge dels capitells romànics de la portada de l'església arxiprestal de Sant Mateu

#### Portada gòtica
La portada lateral, situada a la banda de l'Epístola, està formada per un arc apuntat amb arquivoltes amb fronda i magolla, descansant els arcs sobre una imposta decorada amb imatges de sants, de correcta execució, envoltades d'una vegetació que ofereix confusió a la composició.

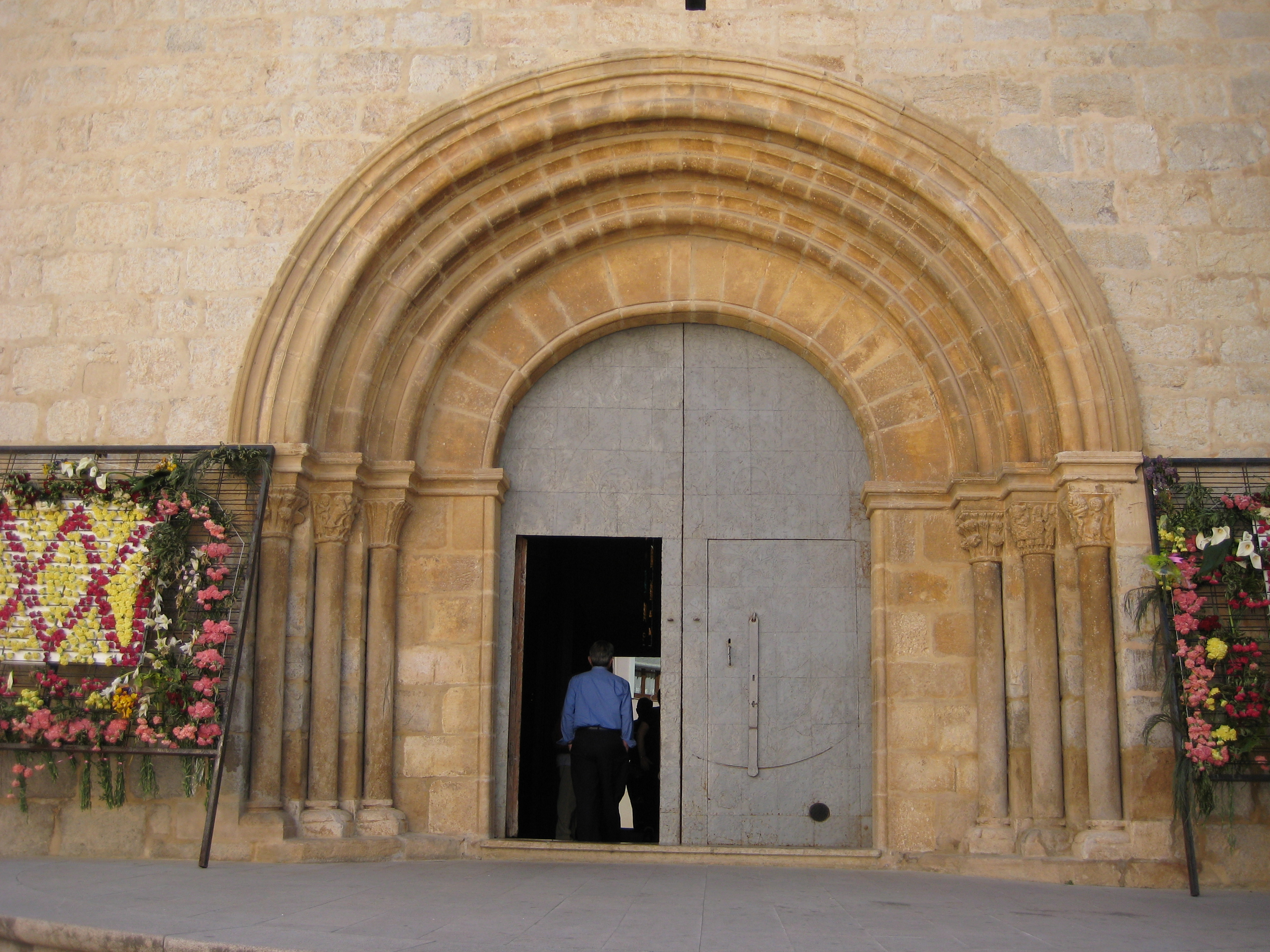
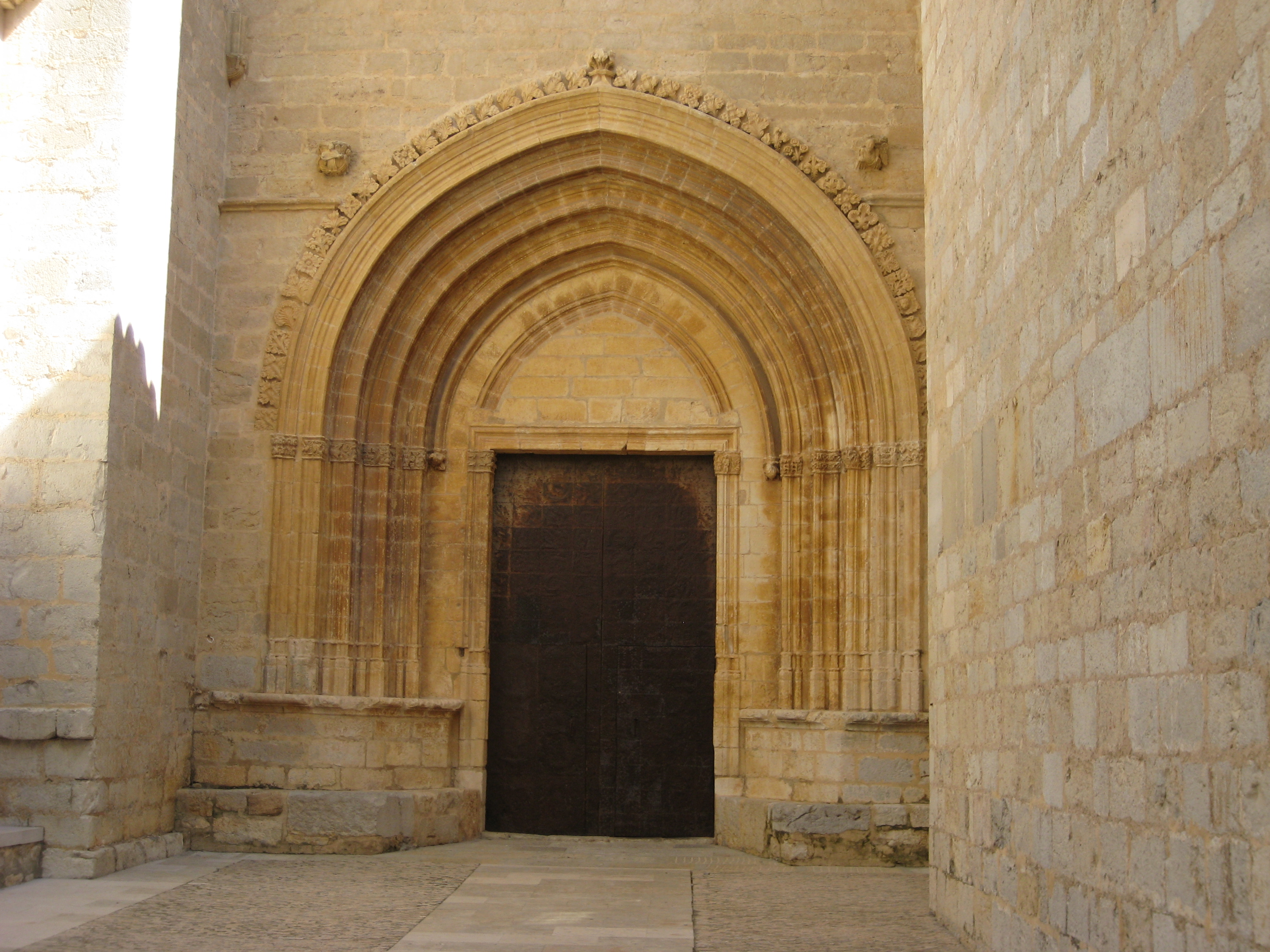

- Portada principal romànica
- Portada lateral gòtica

### Torre campanar
És una torre octogonal, independent, de 32 metres d'alçada i de perímetre. L'accés es realitza per una obertura a cinc metres d'altura, indicant una finalitat militar (serví de refugi durant les Germanies). Tot el campanar és massís excepte l'escala de caragol, una estança anomenada Sala del Rellotge, de planta rectangular coberta amb volta de creueria, centrada en una clau molt treballada i, el cos de campanes, on aquestes estan allotjades en buits amb arcs de mig punt situats en cada una de les cares.

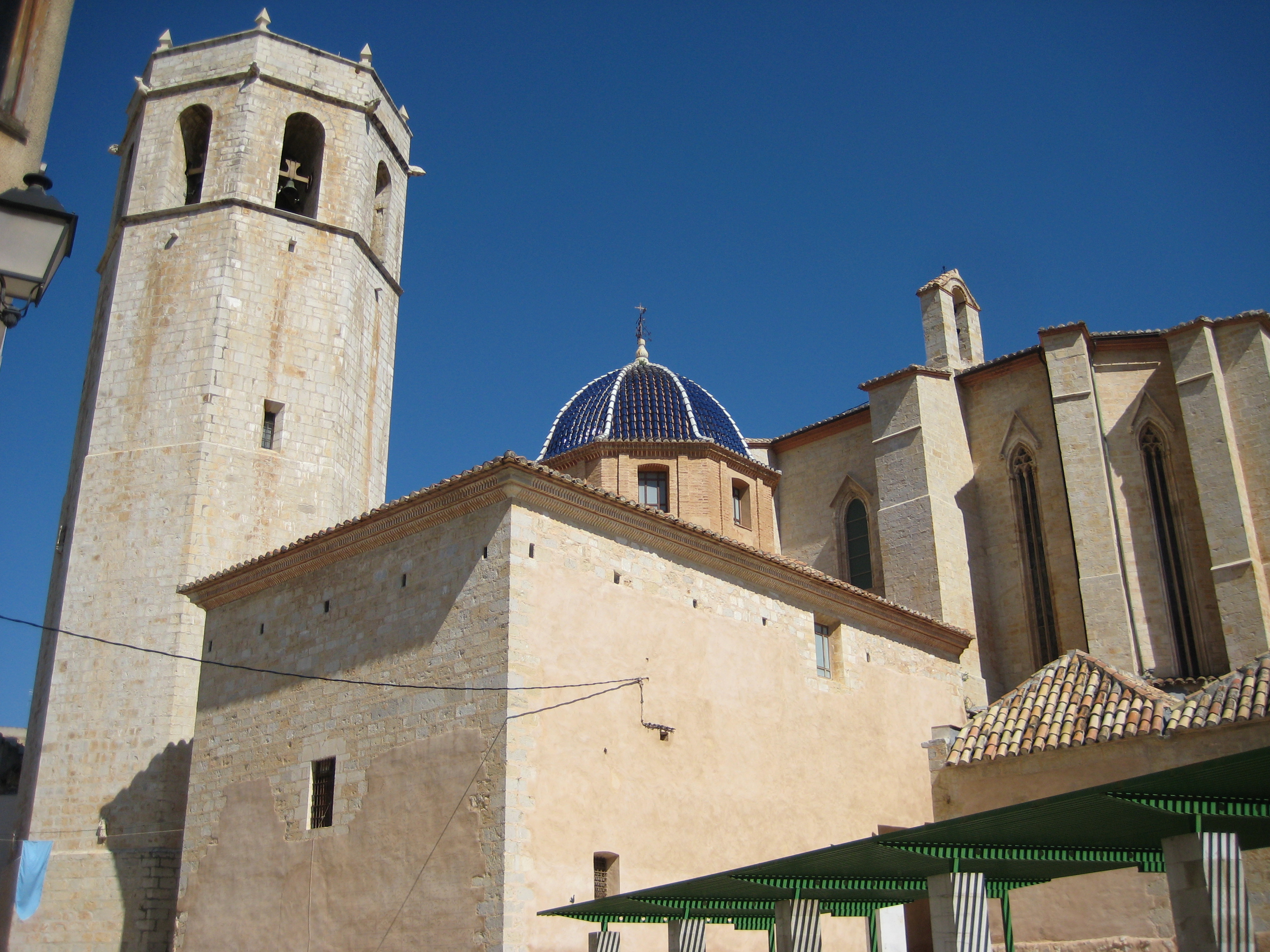
Campanar, cúpula de la capella de Sant Climent i absis de l'església

### Capelles
Amb la capella major com a eix, se situen les altres capelles, a una i altra banda de la nau. Al costat de l'Epístola destaquen la capella de la Passió (segle XVII) i la gran capella neoclàssica de Sant Climent (segle xviii). Al costat de l'Evangeli destaca la capella de la Verge de la Llet.

#### Capella de la Passió
La capella de la Passió està situada en el costat de l'Epístola, entre les dues entrades. És de planta rectangular amb dos trams coberts de volta de creueria, però amb motllures clàssiques en impostes i nervadures.

#### Capella de Sant Climent
La capella de Sant Climent està situada en el costat de l'Epístola, entre l'absis i la porta lateral. És de planta de creu inscrita en un rectangle, amb absis semicircular, voltes de canó i, cúpula sobre petxines i amb tambor en el creuer. Pintures murals adornen les petxines (les virtuts), el tambor (trompe-l'oeil simulant nínxols amb figures), la cúpula (el martiri de Sant Climent, la Trinitat i la Mare de Déu) i, les voltes i els panys dels murs.

### Casa abadia
Edifici d'àmplia façana, del segle xvii, que forma conjunt amb l'església arxiprestal i la torre campanar. La seva façana dona al carrer de Sant Bernat, on es perceben dues portes amb arcs adovellats de mig punt i dues finestres en la planta baixa. En la planta alta, una sèrie de quatre balcons amb barana de forja senzilla i recolzats en tornapuntes del mateix material. Com a detalls ornamentals es poden citar un escut llaurat en la clau d'un dels arcs adovellats i un altaret ceràmic que representa sant Bernat.

## Museu Arxiprestal
Conserva les peces relacionades amb el temple, destacant sobretot l'orfebreria. La més important és la Creu Grossa de 1397, obra mestra de l'orfebreria valenciana, destaca també el calze del Papa Luna (s.XV), el reliquiari de Madonna Galina (s. XV) i el Lignum Crucis (s. XV), així com les restes del gran retaule de pedra de la Trinitat.